# Hostel
Hostel («Hostal» en català) és una pel·lícula de terror del 2005 escrita, produïda i dirigida per Eli Roth, i protagonitzada per Jay Hernandez, Derek Richardson, Jennifer Lim, Eythor Gudjonsson i Barbara Nedeljáková. El guió original de Roth va ser escrit per Quentin Tarantino, que també és un dels productors de la pel·lícula. Pertany a l'anomenat subgènere gorno (síntesi de gore i de porno).
Degut a la naturalesa gràfica de la cinta, l'estrena va ser censurada en alguns països, especialment en els que hi ha regles estrictes de censura. La seqüela, Hostel: Part II, es va estrenar el 8 de juny del 2007 i la tercera part Hostel: Part III es va estrenar el 2011 a França i posteriorment a altres països europeus.

## Argument
Dos joves estatunidencs a qui els agrada el turisme de motxilla (en Paxton i el Josh) viatgen a Europa buscant-hi sexe fàcil. Durant la seva aventura coneixen un jove islandès que respon al nom d'Oli. Tots tres s'encaminen cap a Amsterdam, on arriben a complir part del seu viatge eròtic en una discoteca.
En tornar a l'hostal on s'havien d'allotjar, es troben amb les portes tancades perquè és massa tard i la recepció ja ha plegat. Llavors apareix un jove que els ofereix passar la nit amb ell, per no dormir al carrer i els tres nois accepten. El noi els explica que a Europa de l'est, a Eslovàquia, hi ha un hostal on qualsevol que hi sojorni participa en una orgia de sexe amb noies molt temptadores. Els tres nois decideixen agafar el tren cap a aquell lloc que sembla el paradís. Durant el viatge coneixen un home de negocis amb qui conversen, tot i semblar ser una mica rar. En arribar a l'estació destí, els nois baixen del tren i comencen a buscar l'hostal. Quan el troben, es troben amb què han de compartir l'habitació amb dues noies molt atractives, que no dubten a convidar-los a trobar-les a la sauna del mateix hostal. Les noies comencen a mostrar ràpidament interès pels tres turistes. La mateixa nit aconsegueixen fer-ho amb elles, i fer realitat d'aquesta manera el seu somni i complir l'objectiu pel qual són a Eslovàquia.
L'endemà, l'Oli desapareix misteriosament, així com una amiga de Kana, una jove que també s'allotja a l'hostal. Kana informa de la desaparició a Paxton i a Josh. Tot i estar molt desconcertats, els dos joves decideixen tornar a local nocturn on varen estar la nit anterior amb les noies de l'hostal. Allà mateix, en Josh comença a sentir-se malament i se'n va directe a l'habitació, però desapareix com l'Oli, i sense gaires explicacions en Paxton es desmaia en plena discoteca. En aquest moment l'espectador es troba amb el Josh encadenat a una cadira amb la cara tapada i contempla com l'home de negocis que varen trobar al tren comença a torturar-lo tallant-li els talons... En Josh intentar escapolir-se'n però no ho aconsegueix.
Aquest és el mateix fat de tots els membres del grup de turistes, a excepció d'en Paxton. L'endemà el Paxton es desperta amb el cap rodolant i demana a les noies que li expliquin què se n'ha fet dels seus companys de viatge. Les noies responen que estan en una convenció d'Art i Paxton els demana que el portin al congrés. Les noies el duen fins a un edifici amagat i aïllat de la població en què hi ha molts cotxes de luxe i homes vestits de negre. Sense pràcticament ni adonar-se'n en Paxton és raptat i encadenat ell també perquè algú el torturi. A partir d'aquí, en Paxton s'esforçarà per fugir i esbrinar si la resta dels companys també hi són. En plena escapada, troba la Kana i la salva. Els dos aconsegueixen fugir definitivament i agafar un tren cap a casa. Però, la Kana decideix llançar-se a les vies. La noia, traumatitzada pel que li acaba de passar, cremada pel seu torturador, no suporta haver de viure amb un ull penjant de la cara i se suïcida.
De tornada a casa, a Viena, el noi troba de nou l'home de negocis i el persegueix. Quan l'enxampa, es venja tallant-li els dits i ofegant-lo fins matar-lo.
El mateix argument es repeteix a la segona entrega de la pel·lícula Hostel, a diferència que no són tres nois els que busquen sexe sinó tres noies.

## Actors
| Actor               | Personatge                 |
| ------------------- | -------------------------- |
| Jay Hernandez       | Paxton                     |
| Derek Richardson    | Josh                       |
| Eythor Gudjonsson   | Óli                        |
| Jan Vlasák          | L'executiu holandés        |
| Barbara Nedeljáková | Natalya                    |
| Jana Kaderábková    | Svetlana                   |
| Jennifer Lim        | Kana                       |
| Keiko Seiko         | Yuki                       |
| Ľubomir Bukový      | Alexei                     |
| Jana Havlíčková     | Vala                       |
| Rick Hoffman        | El client americà          |
| Petr Janis          | Johan, el cirurgià alemany |
| Takashi Miike       | Miike Takashi              |
| Patrik Zigo         | El líder de la colla       |
| Milda Jedi Havlas   | Oficinista                 |
| Miroslav Táborský   | Oficial de policia         |

## Producció
Malgrat que la major part del film transcorre en una petita localitat fictícia propera a Bratislava, en realitat cap escena es va filmar a Eslovàquia. Els llocs on es va rodar la pel·lícula van ser els estudis Barrandov i Český Krumlov, a la República Txeca, pels baixos costos de producció. Els estudis Barrandov tenen un bon equip de so, el que converteix aquests estudis en una tria habitual per a produccions estatunidenques a Europa. Bona part de la pel·lícula va ser enregistrada al voltant de Praga, i els estudis van ser utilitzats per gravar les escenes de tortura.
Al principi, el paper de l'home de negocis islandès, finalment interpretat per Jan Vlasák, va ser proposat al productor Quentin Tarantino, però el va rebutjar.

## Versió en català
La versió en català no va ser exhibida als cinemes. Sí que hi va haver llançament en DVD.

## Expectació i Resultats

### Taquilla
La pel·lícula, que forma part d'un nínxol d'audiència, va aconseguir recaptar 19,5 milions de dòlars durant el cap de setmana d'estrena als EUA, que va convertir el film en un dels més taquillers d'aquell mateix cap de setmana. En total, la pel·lícula ha recaptat 47,2 milions de dòlars als Estats Units. El pressupost de Hostel va ser de $4,8 milions, aproximadament, i la cinta ha recaptat 80 milions de dòlars a tot el món.

### Crítica
L'opinió crítica especialitzada es va mostrar dividida amb aquest film. En l'anàlisi de Rotten Tomatoes, el 58% dels crítics donen avaluacions positives, avaluacions basades en 98 ressenyes. A Metacritic, la pel·lícula ha aconseguit una puntuació mitjana de 55%, basada en 21 ressenyes.
Alguns sectors del públic eslovè i del govern del propi país van atacar la pel·lícula per la seva violència, mentre que Roth va defensar-la fent referència a la reticència dels estatunidencs a viatjar lluny del seu país i a la ignorància que tenen respecte a altres cultures. El crític de The Guardian, Peter Bradshaw, va subratllar que Hostel era "realment grotesca, nauseabunda i per a pardals. I no és de bon sentit". David Edelstein de la revista The New Yorker, va ser igual de negatiu ridiculitzant la direcció de Roth al crear el subgènere "torture porn" o "gorno", per usar excessiva violència de forma a excitar l'audiència com si fos un acte sexual. Jean-François Rauger, crític cineasta del diari francès Le Monde i programador de la Cinémathèque française, va catalogar Hostel com la millor pel·lícula estatunidenca del 2006, definint-la com un clar exemple de consumisme modern. Hostel va guanyar el premi Empire 2006 com a millor pel·lícula de terror. La crítica social subjacent del film i la seva connexió amb la filosofia marxista i nietzschiana va ser objecte de debat en el simposi cinematogràfic del 2010 de la Universitat Rider de Nova Jersei encapçalat pel Dr. Barry Seldes, el Dr. Robert Good i James Morgart.

### Reacció eslovaca
L'estrena de la pel·lícula va venir acompanyada d'una fort oposició a Eslovàquia i, també, a la República Txeca mateix. Els polítics varen mostrar la seva decepció amb la forma en com es va mostrar el seu país a la cinta, ja que el país hi apareix com a subdesenvolupat, pobre i fins i tot amb índexs alts de criminalitat, guerra i prostitució, cosa que va fer que tinguessin por perquè aquesta imatge errònia "malmetés la bona reputació d'Eslovàquia" i que els estrangers comencessin a pensar que és un lloc perillós per als turistes. L'oficina de turisme d'Eslovàquia va invitar fins i tot al Roth a viatjar-hi amb totes les despeses pagades per desmostrar-li que el país no es forma només de fàbriques abandonades i de nens que maten per un xiclet. Tomáš Galbavý, membre del Parlament eslovè, va assegurar que se sentia "ofès per aquesta pel·lícula. Crec que tots els eslovacs també haurien de sentir-s'hi".
Per la seva banda, Roth va dir que el film no pretenia pas ofendre ningú, assegurant que “els estatunidencs ni tan sols saben que aquesta país existeix. La meva pel·lícula no és un treball geogràfic, sinó que pretén mostrar la ignorància dels estatunidencs en referència al món que els envolta". Roth ha repetit en moltes ocasions que, a pesar de pel·lícules com La Matança de Texas, la gent continua viatjant a Texas.